# The Nadas MTV
The Nadas foi uma sitcom exibida pela MTV Brasil. O programa durou 2 temporadas, estreou em 14 de maio de 2005, e foi cancelado em 24 de novembro de 2005. Após o seu término, seus protagonistas se tornaram apresentadores de outros programas da emissora. Ficou muito conhecido pelas músicas "Que Vergonha" (cantada em um episódio) e "Waiting for Somebody" de Paul Westerberg(música das vinhetas).

## Personagens
- Marcos Mion - Mion
- Felipe Solari - Patitas
- André Vasco - Vasco

## Sinopse
O programa mostra o cotidiano de 3 universitários, Mion, Patitas e Vasco, que dividem um apartamento, e sempre se metem em problemas. O programa é, às vezes, comparado a uma versão juvenil de Seinfeld, por se tratar de um programa sobre nada. 